# Населення Аргентини
Населення Аргентини. Чисельність населення країни 2022 року становила 46,04 млн осіб (33-тє місце у світі). Чисельність аргентинців стабільно збільшується, народжуваність 2015 року становила 16,64 ‰ (111-те місце у світі), смертність — 7,33 ‰ (117-те місце у світі), природний приріст — 0,93 % (124-те місце у світі) . 

## Історія

### Доколумбова епоха
До початку XVI століття країну населяли американські індіанці. На північному заході жили племена діагіта та кечуа. Вони були осілими, займались різними ремеслами, будували мости та дороги, знали іригацію. На північному сході жили гуарані, які займались землеробством. На сході, у пампі, проживали кочові народи гарруа (хет) та керанді (пуельче). Патагонію населяли племена арауканів, теуельче та алакалуфів. Вони займались торгівлею шкірами та тканиною. На архіпелазі Вогняна Земля жили она та ямана, які були мисливцями та риболовами.

### Європейська колонізація
На середину XVI століття чисельність індіанців становила від близько 340 тис. осіб до 1,5 млн.. У цей час почалась іспанська колонізація Аргентини. Конкістадори винищували індіанців і до середини XX ст. вони лишились тільки в найвіддаленіших кутках країни: на північному заході (у провінціях Жужуй та Сальта), півночі (провінція Формоса) та півдні (Патагонія та Вогняна Земля). Іспанська колонізація йшла трьома напрямками: північно-західним із Болівії та Перу, західним із Чилі, східним від Атлантичного океану.
У провінції Санта-Крус існувала резервація народу теуельче. На середину 1960-х років її чисельність становила всього 50 осіб. Деякі народи винищувались масово і їх кількість стрімко скорочувалась майже до сьогодення. Так алакалуфів на початок XX ст. лишилось всього 500 осіб, а на 1957 рік — вже 60 осіб. Чисельність народу ямана в 1938 році становила 24 особи, а на 1967 рік всього 5 осіб; народу она — в 1880 році 2 000 осіб, а в 1967 році всього 2 особи.
Іммігранти засновували нові міста. Так серед перших поселень з'явились Сантьяго-дель-Естеро (1550 рік), Мендоса (1560 рік), Сан-Хуан (1562 рік), Тукуман (1565 рік), Сальта (1582 рік). На середину XVIII ст. іспанців вже було 382 тис. осіб, в 1810 році — 446 тис. В основному вони заселяли північно-західні та західні регіони. Займались землеробством, ремісництвом, торгівлею з Перу. Свої поселення засновували також єзуїти — на півночі та північному сході, де вони створювали місії. Як робочу силу було завезено багато негрів. Іспанці, що оселились на сході країни і асимілювали індіанців поступово набували певних етнічних відмінностей. Цих метисів почали називати гаучо. Вони займались мисливством, мали свої відмінні ознаки в одязі — пончо, сомбреро, чоботи з кінської шкіри, носили довгий ніж факон, лассо. Серед чоловіків проводились перегони на конях, конкурси співу та гри на гітарі серед паядорів.
Ядро сучасних аргентинців сформували креоли, нащадки іспанців та індіанців, що ними асимілювались. В часи іспанської колонізації в'їзд іноземців був заборонений, дозвіл отримували тільки ті, хто жив у Іспанії понад 5 років. З 1812 року відкрився вільний в'їзд населення. В часи незалежності був створений департамент імміграції з філіалами в європейських країнах. 1876 року був прийнятий закон про імміграцію, який передбачав пільги іммігрантам, оплачувався проїзд з Європи, надавався кредит на землю. Повний облік іммігрантів ведеться з 1857 року. До 1940 року до Аргентини в'їхало 7 млн осіб, за цими показниками вона посідала 4 місце в Америці після США, Канади та Бразилії. Найбільше іммігрантів приїжджали із Італії (3 млн осіб, 40 %; вони селились в сільській місцевості) та Іспанії (2 млн осіб, 30 %; селились у містах). В країні селились також французи (239 тис. осіб), поляки (180 тис. осіб), євреї, данці, шведи, а також росіяни, українці, білоруси, російські німці, що селились в провінції Ентре-Ріос.

### Сучасність
Сучасне населення Аргентини має велику частку іноземних іммігрантів, серед яких найбільшими є общини італійців, іспанців, німців та поляків. Останніми роками збільшується потік переселенців з азійських країн (Кореї та Китаю) та Латинської Америки (Парагваю, Болівії та Перу).

## Природний рух
Населення Аргентини продовжує зростати, але повільними темпами через зниження рівня народжуваності, яке розпочалося раніше ніж в інших латиноамериканських країнах і проявилось у першій половині XX століття. Середня очікувана тривалість життя постійно підвищується. У той час як населення у віці до 15 років скорочується, молодь у віці 15—24 років залишається найбільшою групою народонаселення країни. Якщо ця велика частка населення працездатного віку здобуде добру освіту, знайде добре оплачувану роботу, Аргентина може зазнати імпульсу до економічного розвитку.

### Відтворення
Народжуваність в Аргентині, станом на 2015 рік, дорівнює 16,64 ‰ (111-те місце у світі). Коефіцієнт потенційної народжуваності 2015 року становив 2,23 дитини на одну жінку (97-ме місце у світі). Рівень застосування контрацепції 78,9 % (станом на 2005 рік).
Смертність в Аргентині 2015 року становила 7,33 ‰ (117-те місце у світі).
Природний приріст населення в країні 2015 року становив 0,93 % (124-те місце у світі).

### Вікова структура

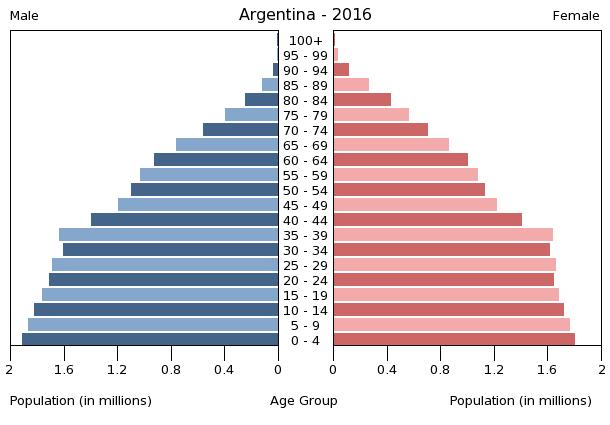
Віково-статева піраміда населення Аргентини, 2016 рік

Середній вік населення Аргентини становить 31,5 року (102-ге місце у світі): для чоловіків — 30,3, для жінок — 32,7 року. Очікувана середня тривалість життя 2015 року становила 77,69 року (66-те місце у світі), для чоловіків — 74,46 року, для жінок — 81,09 року.
Вікова структура населення Аргентини, станом на 2015 рік, виглядає таким чином:
- діти віком до 14 років — 24,74 % (5 498 766 чоловіків, 5 244 555 жінок);
- молодь віком 15—24 роки — 15,59 % (3 458 318 чоловіків, 3 311 765 жінок);
- дорослі віком 25—54 роки — 39,01 % (8 452 645 чоловіків, 8 489 476 жінок);
- особи передпохилого віку (55—64 роки) — 9,11 % (1 917 317 чоловіків, 2 040 750 жінок);
- особи похилого віку (65 років і старіші) — 11,55 % (2 088 160 чоловіків, 2 930 134 жінки)[1].

## Розселення
Густота населення країни 2022 року становила 12,5 особи/км² (212-те місце у світі). Третина населення країни (33 %) концентрується в столичній агломерації. Міське населення центральної і північної частини концентрується в окремих агломераціях, сільське населення аграрних регіонів розподілене досить рівномірно. Південь країни (Патагонія і схід Вогняної Землі) залишаються малонаселеними.

### Урбанізація
Аргентина надзвичайно урбанізована країна. Рівень урбанізованості становить 91,8 % населення країни (станом на 2015 рік), темпи зростання частки міського населення — 1,04 % (оцінка тренду за 2010—2015 роки).
Головні міста держави: Буенос-Айрес (столиця) — 15,18 млн осіб, Кордова — 1,511 млн осіб, Росаріо — 1,381 млн осіб, Мендоса — 1,009 млн осіб, Сан-Мігель-де-Тукуман — 910,0 тис. осіб, Ла-Плата — 846,0 тис. осіб (дані за 2015 рік).

### Міграції
Річний рівень еміграції 2015 року становив 0 ‰ (110-те місце у світі). Цей показник не враховує різниці між законними і незаконними мігрантами, між біженцями, трудовими мігрантами та іншими.
Аргентина була країною іммігрантів протягом більшої частини своєї історії, європейську імміграцію завжди схвалювали, особливо з Іспанії та Італії. Військові диктатури, починаючи з 1950-х років, поклали краї європейській імміграції до країни. Проте місцева внутрішньоконтинентальна міграція постійно постачає низькокваліфікованих працівників на аргентинський ринок праці (три чверті іммігрантів). Хвилі висококваліфікованої еміграції до США й Іспанії були в 1960-х і 1970-х роках. Європейська економічна криза, що триває, є основною рушійною силою зворотної міграції латиноамериканських громадян з Європи назад до Аргентини.
Аргентина є членом Міжнародної організації з міграції (IOM).

#### Еміграція
Республіка Аргентина — одна з тих країн Латинської Америки, які мають незначну кількість громадян, що постійно проживають за кордоном (у відсотковому вираженні). Згідно з даними Міжнародної організації з міграції за 2012 рік кількість громадян Аргентини, що проживають за її межами, налічує 971 698 осіб, що становить 2,4 % її населення. Основні напрямки еміграції аргентинців: Іспанія (30 %), США (23,3 %), Чилі (8,5 %).
| Місце       | Країна                   | Кількість аргентинців | Відсоток від загальної кількості |
| ----------- | ------------------------ | --------------------- | -------------------------------- |
| 1.          | Іспанія                  | 291 740               | 30,0 %                           |
| 2.          | США                      | 224 952               | 23,3 %                           |
| 3.          | Чилі                     | 82 539                | 8,5 %                            |
| 4.          | Парагвай                 | 59 115                | 6,1 %                            |
| 5.          | Ізраїль                  | 48 312                | 5,0 %                            |
| 6.          | Болівія                  | 45 424                | 4,7 %                            |
| 7.          | Бразилія                 | 27 700                | 2,9 %                            |
| 8.          | Уругвай                  | 22 743                | 2,3 %                            |
| 9.          | Канада                   | 19 210                | 2,0 %                            |
| 10.         | Австралія                | 14 190                | 1,5 %                            |
| 11.         | Мексика                  | 13 696                | 1,4 %                            |
| 12.         | Франція                  | 11 899                | 1,2 %                            |
| 13.         | Італія                   | 11 239                | 1,2 %                            |
| 14.         | Велика Британія          | 9 002                 | 0,9 %                            |
| 15.         | Венесуела                | 8 533                 | 0,9 %                            |
| 16.         | Еквадор                  | 7 394                 | 0,8 %                            |
| 17.         | Німеччина                | 7 391                 | 0,8 %                            |
| 18.         | Швейцарія                | 5 706                 | 0,6 %                            |
| 19.         | Домініканська Республіка | 3 940                 | 0,4 %                            |
| 20.         | Японія                   | 3 893                 | 0,4 %                            |
| 21.         | Швеція                   | 3 220                 | 0,3 %                            |
| 22.         | Перу                     | 2 997                 | 0,3 %                            |
| 23.         | Нідерланди               | 2 644                 | 0,3 %                            |
| 24.         | Колумбія                 | 2 570                 | 0,3 %                            |
| 25.         | Бельгія                  | 1 835                 | 0,2 %                            |
| 26.         | Португалія               | 1 465                 | 0,2 %                            |
| 27.         | Данія                    | 1 302                 | 0,1 %                            |
| 28.         | Австрія                  | 1 166                 | 0,1 %                            |
| 29.         | Панама                   | 1 154                 | 0,1 %                            |
| 30.         | Нова Зеландія            | 994                   | 0,1 %                            |
| Інші країни | Інші країни              | 33 733                | 3,1 %                            |
| Загалом     | Загалом                  | 971 698               | 100 %                            |

#### Імміграція
Згідно з даними перепису населення 2010 року в Аргентині проживають 1 805 957 іноземців, що складає 4,5 % населення країни.
| Місце       | Країна походження        | 2010      | 2001      | 1991       |
| ----------- | ------------------------ | --------- | --------- | ---------- |
| 1.          | Парагвай                 | 550 713   | 325 046   | 254 115    |
| 2.          | Болівія                  | 345 272   | 233 464   | 145 670    |
| 3.          | Чилі                     | 191 147   | 212 429   | 247 987    |
| 4.          | Перу                     | 157 514   | 88 260    | 15 939     |
| 5.          | Італія                   | 147 499   | 216 718   | 356 923    |
| 6.          | Уругвай                  | 116 592   | 117 564   | 135 406    |
| 7.          | Іспанія                  | 94 030    | 134 417   | 244 212    |
| 8.          | Бразилія                 | 41 330    | 34 712    | 33 966     |
| 9.          | США                      | 19 147    | 10 552    | 9 755      |
| 10.         | Колумбія                 | 17 576    | 3 876     | 2 638      |
| 11.         | КНР                      | 8 929     | 4 184     | 2 297      |
| 12.         | Німеччина                | 8 416     | 10 362    | 15 451     |
| 13.         | Південна Корея           | 7 321     | 8 290     | 8 371      |
| 14.         | Франція                  | 6 995     | 6 578     | 6 309      |
| 15.         | Португалія               | 6 785     | 9 340     | 13 229     |
| 16.         | Польща                   | 6 428     | 13 703    | 28 811     |
| 17.         | Венесуела                | 6 379     | 2 774     | 1 934      |
| 18.         | Мексика                  | 6 042     | 3 323     | 2 277      |
| 19.         | Домініканська Республіка | 5 661     | 1 497     | нема даних |
| 20.         | Україна                  | 4 830     | 8 290     | 3 498      |
| Інші країни | Інші країни              | 57 351    | 86 561    | 99 422     |
| Загалом     | Загалом                  | 1 805 957 | 1 531 940 | 1 628 210  |

## Расово-етнічний склад
| Етнічний склад (2015 рік) | Етнічний склад (2015 рік) | Етнічний склад (2015 рік) | Етнічний склад (2015 рік) | Етнічний склад (2015 рік) |
| ------------------------- | ------------------------- | ------------------------- | ------------------------- | ------------------------- |
| Етнос:                    |                           |                           | Відсоток:                 |                           |
| іспанці та інші європейці | іспанці та інші європейці |                           | 97%                       | 97%                       |
| метиси                    | метиси                    |                           | 2%                        | 2%                        |
| індіанці та темношкірі    | індіанці та темношкірі    |                           | 1%                        | 1%                        |

Головні етноси країни: білі (іспанці, італійці, німці) — 97 %; метиси, індіанці та інші темношкірі — 3 % населення. Сучасне населення країни значною мірою сформувалось під впливом імміграції з Іспанії та Італії.

## Мови
| Мови Аргентини (2015 рік) | Мови Аргентини (2015 рік) | Мови Аргентини (2015 рік) | Мови Аргентини (2015 рік) | Мови Аргентини (2015 рік) |
| ------------------------- | ------------------------- | ------------------------- | ------------------------- | ------------------------- |
| Мова:                     |                           |                           | Відсоток:                 |                           |
| іспанська                 | іспанська                 |                           | %                         | %                         |
| італійська                | італійська                |                           | %                         | %                         |
| англійська                | англійська                |                           | %                         | %                         |
| німецька                  | німецька                  |                           | %                         | %                         |
| французька                | французька                |                           | %                         | %                         |
| арауканська               | арауканська               |                           | %                         | %                         |
| кечуа                     | кечуа                     |                           | %                         | %                         |

Офіційна мова: іспанська. Інші поширені мови: італійська, англійська, німецька, французька, індіанські мови арауканська (мапудунгун) і кечуа.

## Релігії
| Релігії в Аргентині (2015 рік) | Релігії в Аргентині (2015 рік) | Релігії в Аргентині (2015 рік) | Релігії в Аргентині (2015 рік) | Релігії в Аргентині (2015 рік) |
| ------------------------------ | ------------------------------ | ------------------------------ | ------------------------------ | ------------------------------ |
| Віросповідання:                |                                |                                | Відсоток:                      |                                |
| католики                       | католики                       |                                | 92%                            | 92%                            |
| протестанти                    | протестанти                    |                                | 2%                             | 2%                             |
| юдаїзм                         | юдаїзм                         |                                | 2%                             | 2%                             |
| інші                           | інші                           |                                | 4%                             | 4%                             |

Головні релігії й вірування, які сповідує, і конфесії та церковні організації, до яких відносить себе населення країни: номінальне римо-католицтво — 92 %, протестантизм — 2 %, юдаїзм — 2 %, інші — 4 % (станом на 2015 рік).

## Освіта
Рівень письменності 2012 року становив 98,1 % дорослого населення (віком від 10 років): 98 % — серед чоловіків, 98,1 % — серед жінок.
Державні витрати на освіту становлять 5,3 % ВВП країни, станом на 2013 рік (32-ге місце у світі). Середня тривалість освіти становить 17 років, для хлопців — до 16 років, для дівчат — до 18 років (станом на 2013 рік).
Рівень грамотності в країні досить високий, початковою і середньою освітою охоплені усі діти, проте залишається проблема успішності навчання (залишення на другий рік) і дострокового залишення школи через різні причини.

## Охорона здоров'я
Забезпеченість лікарями в країні на рівні 3,86 лікаря на 1000 мешканців (станом на 2013 рік). Забезпеченість лікарняними ліжками в стаціонарах — 4,7 ліжка на 1000 мешканців (станом на 2012 рік). Загальні витрати на охорону здоров'я 2014 року становили 4,8 % ВВП країни (52-ге місце у світі).
Смертність немовлят до 1 року, станом на 2015 рік, становила 9,69 ‰ (140-ве місце у світі); хлопчиків — 10,86 ‰, дівчаток — 8,47 ‰. Рівень материнської смертності 2015 року становив 52 випадків на 100 тис. народжень (84-те місце у світі).
Аргентина входить до складу ряду міжнародних організацій: Міжнародного руху (ICRM) і Міжнародної федерації товариств Червоного Хреста і Червоного Півмісяця (IFRCS), Дитячого фонду ООН (UNISEF), Всесвітньої організації охорони здоров'я (WHO).

### Захворювання
Станом на серпень 2016 року в країні були зареєстровані випадки зараження вірусом Зіка через укуси комарів Aedes, переливання крові, статевим шляхом, під час вагітності.
2014 року зареєстровано 126,6 тис. хворих на СНІД (37-ме місце в світі), це 0,47 % населення в репродуктивному віці 15—49 років (69-те місце у світі). Смертність 2014 року від цієї хвороби становила 1,5 тис. осіб (60-те місце у світі).
Частка дорослого населення з високим індексом маси тіла 2014 року становила 26,5 % (29-те місце у світі); частка дітей віком до 5 років зі зниженою масою тіла становила 2,3 % (оцінка на 2005 рік). Ця статистика показує як власне стан харчування, так і наявну/гіпотетичну поширеність різних захворювань.

### Санітарія
Доступ до облаштованих джерел питної води 2015 року мало 99 % населення в містах і 100 % в сільській місцевості; загалом 99,1 % населення країни. Відсоток забезпеченості населення доступом до облаштованого водовідведення (каналізація, септик): в містах — 96,2 %, в сільській місцевості — 98,3 %, загалом по країні — 96,4 % (станом на 2015 рік). Споживання прісної води, станом на 2005 рік, дорівнює 0,01 км³ на рік, або 97,67 тонни на одного мешканця на рік: з яких 63 % припадає на побутові, 21 % — на промислові, 15 % — на сільськогосподарські потреби.

## Соціально-економічне положення
Співвідношення осіб, що в економічному плані залежать від інших, до осіб працездатного віку (15—64 роки) загалом становить 56,5 % (станом на 2015 рік): частка дітей — 39,4 %; частка осіб похилого віку — 17,1 %, або 5,8 потенційно працездатного на 1 пенсіонера. Загалом ці показники характеризують рівень потреби державної допомоги в секторах освіти, охорони здоров'я і пенсійного забезпечення, відповідно. За межею бідності 2010 року перебувало 30 % населення країни. Розподіл доходів домогосподарств в країні виглядає таким чином: нижній дециль — 1,5 %, верхній дециль — 32,3 % (станом на 2010 рік).
Станом на 2013 рік, у країні 1,5 млн осіб не має доступу до електромереж; 96,4 % населення має доступ, у містах цей показник дорівнює 99,2 %, у сільській місцевості — 96 %. Рівень проникнення інтернет-технологій високий. Станом на липень 2015 року в країні налічувалось 30,142 млн унікальних інтернет-користувачів (23-тє місце у світі), що становило 69,4 % загальної кількості населення країни.

### Трудові ресурси
Загальні трудові ресурси серед міських жителів 2015 року становили 17,47 млн осіб (36-те місце у світі). Зайнятість економічно активного населення у господарстві країни розподіляється таким чином: аграрне, лісове і рибне господарства — 5 %; промисловість і будівництво — 23 %; сфера послуг — 72 % (станом на 2009 рік). 435,25 тис. дітей у віці від 5 до 13 років (7 % загальної кількості) 2003 року були залучені до дитячої праці. Безробіття 2015 року дорівнювало 7,6 % працездатного населення, 2014 року — 7,3 % (89-те місце у світі); серед молоді у віці 15—24 років ця частка становила 18,8 %, серед юнаків — 16,7 %, серед дівчат — 22,4 % (63-тє місце у світі).

## Кримінал

### Наркотики

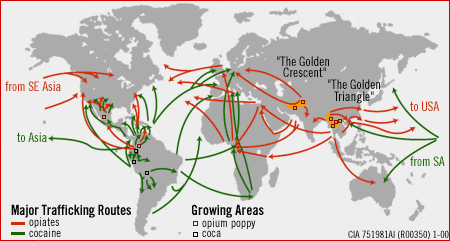
Світові маршрути наркотрафіку

Транзитний пункт перевалки кокаїну до Європи, героїну до США, ефедрину до Мексики; незначне відмивання грошей (на кордоні з Парагваєм і Бразилією); виготовлення перкурсорів; постійно зростаюче споживання наркотиків, особливо кокаїну й синтетичних наркотиків (оцінка ситуації 2008 року).

### Торгівля людьми
Згідно зі щорічною доповіддю про торгівлю людьми (англ. Trafficking in Persons Report) Управління з моніторингу та боротьби з торгівлею людьми Державного департаменту США, уряд Аргентини докладає значних зусиль у боротьбі з явищем примусової праці, сексуальної експлуатації, незаконною торгівлею внутрішніми органами, але законодавство відповідає мінімальним вимогам американського закону 2000 року щодо захисту жертв (англ. Trafficking Victims Protection Act’s) не повною мірою, країна перебуває у списку другого рівня.

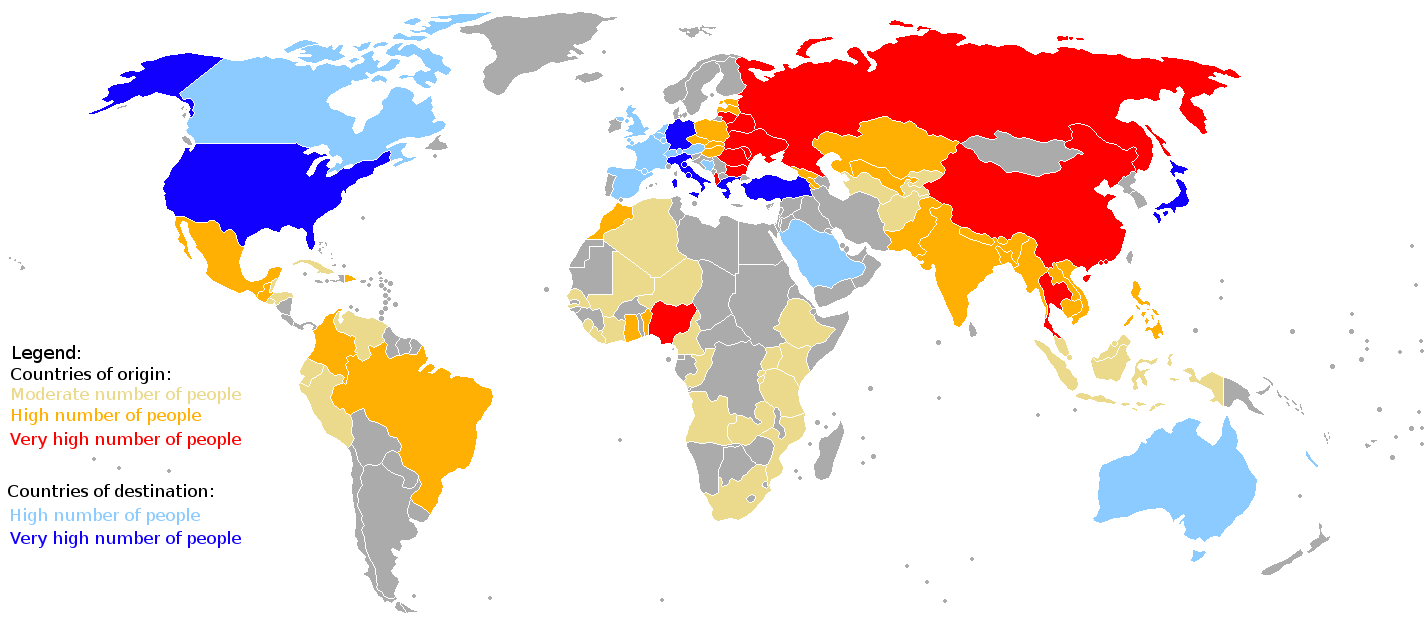
Країни-донори (червоний) і країни-реципієнти кримінальних потоків  (англ.)
Глобальна боротьба з торгівлею людьми (англ.)

## Гендерний стан
Статеве співвідношення (оцінка 2015 року):
- при народженні — 1,05 особи чоловічої статі на 1 особу жіночої;
- у віці до 14 років — 1,05 особи чоловічої статі на 1 особу жіночої;
- у віці 15—24 років — 1,04 особи чоловічої статі на 1 особу жіночої;
- у віці 25—54 років — 1 особи чоловічої статі на 1 особу жіночої;
- у віці 55—64 років — 0,94 особи чоловічої статі на 1 особу жіночої;
- у віці за 64 роки — 0,71 особи чоловічої статі на 1 особу жіночої;
- загалом — 0,97 особи чоловічої статі на 1 особу жіночої[1].

## Демографічні дослідження
Демографічні дослідження в країні ведуться рядом державних і наукових установ:
- INDEC

### Переписи
Переписи проводяться кожні 10 років. Останній перепис населення відбувся 2022 року.

### Українською
- Атлас. 10—11 клас. Економічна і соціальна географія світу / упорядники :  О. Я. Скуратович, Н. І. Чанцева. — К. : ДНВП «Картографія», 2010. — ISBN 978-966-475-639-3.
- Атлас світу / голов. ред. І. С. Руденко ; зав. ред. В. В. Радченко ; відп. ред. О. В. Вакуленко. — К. : ДНВП «Картографія», 2005. — 336 с. — ISBN 9666315467.
- Безуглий В. В. Економічна і соціальна географія зарубіжних країн : Навчальний посібник. — К. : ВЦ «Академія», 2007. — 704 с. — ISBN 978-966-580-239-6.
- Безуглий В. В., Козинець С. В. Регіональна економічна і соціальна географія світу : Навчальний посібник. — видання 2-ге, доп., перероб. — К. : ВЦ «Академія», 2007. — 688 с. — ISBN 966-580-144-9.
- Головченко В. І., Кравчук О. Країнознавство: Азія, Африка, Латинська Америка, Австралія і Океанія. — К., 2006. — 335 с. — ISBN 966-8939-04-2.
- Гудзеляк І. І. Географія населення: Навчальний посібник / І. Гудзеляк. — Л. : Видавничий центр ЛНУ імені Івана Франка, 2008. — 232 с. — ISBN 978-966-613-599-8.
- Дахно І. І. Країни світу: Енциклопедичний довідник / І. І. Дахно, С. М. Тимофієв. — К. : Мапа, 2011. — 606 с. — (Бібліотека нового українця) — ISBN 978-966-8804-23-6.
- Дахно І. І. Економічна географія зарубіжних країн : навчальний посібник. — К. : Центр учбової літератури, 2014. — 319 с. — ISBN 978-611-01-0682-5.
- Джаман В. О. Регіональні системи розселення: демографічні аспекти. — Чернівці : Рута, 2003. — 392 с. — ISBN 9665685988.
- Дорошенко Л. С. Демографія: Навчальний посібник. — К. : МАУП, 2005. — 112 с. — ISBN 966-608-442-2.
- Дубович І. А. Країнознавчий словник-довідник. — 5-те вид., перероб. і доп. — К. : Знання, 2008. — 839 с. — ISBN 978-966-346-330-8.
- Економічна і соціальна географія країн світу. Навчальний посібник / За ред. Кузика С. П. — Л. : Світ, 2002. — 672 с. — ISBN 966-603-178-7.
- Загальна медична географія світу / В. О. Шевченко [та ін.] — К. : [б.в.], 1998. — 178 с.
- Книш М. М., Мамчур О. І. Регіональна економічна і соціальна географія світу (Латинська Америка та Карибські країни, Африка, Азія, Океанія) : навч. посіб. — Л. : ЛНУ ім. Івана Франка, 2013. — 368 с. — ISBN 978-617-10-0007-0.
- Крисаченко В. С. Динаміка населення: Популяційні, етнічні та глобальні виміри. — К. : Видавництво Національного інституту стратегічних досліджень, 2005. — 368 с. — ISBN 966-554-083-1.
- Кузик С. П., Книш М. М. Економічна і соціальна географія країн Америки : навч. посіб. — Л. : ЛНУ ім. Івана Франка, 1999. — 299 с. — ISBN 966-613-026-2.
- Любіцева О. О., Мезенцев К. В., Павлов С. В. Географія релігій. — К. : АртЕК, 1999. — 504 с. — ISBN 966-505-006-0.
- Масляк П. О. Країнознавство. — К. : Знання, 2007. — 292 с. — (Вища освіта XXI століття)
- Масляк П. О., Дахно І. І. Економічна і соціальна географія світу / П. О. Масляк, І. І. Дахно ; за ред. П. О. Масляка. — К. : Вежа, 2003. — 280 с. — ISBN 966-7091-53-8.

### Іспанською
- (ісп.) Recchini de Lattes Z., Lattes A. La poblacion de Argentina, B. Aires, 1975.

### Російською
- (рос.) Аргентина // Демографический энциклопедический словарь / главн. ред. Валентей Д. И. — М. : Советская энциклопедия, 1985. — 608 с.
- (рос.) Аргентина // Латинская Америка. Энциклопедический справочник [в 2-х тт.] / Главный редактор В. В. Вольский. — М. : Советская энциклопедия, 1979. — Т. 1. А-К. — 576 с.
- (рос.) Аргентина // Страны и народы. Америка. Южная Америка / Редкол. : В. В. Вольский (отв. ред.) и др. — М. : «Мысль», 1983. — 285 с. — (Страны и народы) — 180 тис. прим.
- (рос.) Атлас народов мира / Отв. ред. С. И. Брук и В. С. Апенченко. — М. : ГУГК ГГК СССР и Институт этнографии им. Н. Н. Миклухо-Маклая АН СССР, 1964. — 185 с. — 20 тис. прим.
- (рос.) Численность и расселение народов мира. Этнографические очерки / под ред. С. И. Брука. — М. : Издательство АН СССР, 1962. — 487 с.
- (рос.) Лаппо Г. М. География городов: Учебное пособие для географических факультетов вузов. — М. : Туманит, изд. центр ВЛАДОС, 1997. — 476 с. — ISBN 5-691-00047-0.
- (рос.) Пименова Р. А. Аргентина. Экономико-географическая характеристика. — М. : Мысль, 1974. — 242 с.
- (рос.) Ягельский А. География населения. — М. : Прогресс, 1980. — 383 с.